# Desmosoma neomana
Desmosoma neomana là một loài chân đều trong họ Desmosomatidae. Loài này được Menzies & George miêu tả khoa học năm 1972.